# Selca
Selca so naselje v Občini Železniki.
Selca so bila nekoč staro kmetijsko središče doline z vso njeno obsežno okolico med tem ko so bili Železniki kovaško. Po kraju Selca je Selška dolina tudi dobila ime. Prva uradna listina omenja Selca že leta 973. Ozemlje je pripadalo freisinškemu škofu. Cesar Oton II. je z darilno listino poklonil loško ozemlje škofu Abrahamu. Tako so postali Selčani podložniki loškega gospostva. V teku stoletij je s krčenjem gozdov zraslo še mnogo drugih naselbin. 
Središče vasi napravlja vtis trga, ob njem pa so razvrščene značilne stare stavbe. Ob vhodu v vas stoji na terasi nad cesto velika cerkev sv. Petra. Prva cerkev je bila zidana v srednjeveškem gotskem slogu. Leta 1738 je požar uničil zgornji del zvonika. Cerkev so na novo pozidali. Slog sedanje cerkve je barok iz 18. stoletja, v osnovah pa je srednjeveški. Sezidana je v obliki križa. Glavni vhod je skozi močne oboke 40 m visokega stolpa. V glavnem oltarju je Langusova slika sv. Petra. Svet, na katerem stoji cerkev, so zbrali na vzvišenem prostoru zato, da ga ne bi mogla doseči Selščica ob pogostih poplavah. 
Vas ima kulturno - prosvetno, gasilsko, turistično, gostinsko, športno in lovsko društvo.  
Ko so kmečki domovi zahajali v gospodarske težave, se je prebivalstvo začelo zadružno organizirati. V Selcih je bila podružnica Kmetijske družbe od 1849 do 2. sv. vojne. Ta je poskrbela za organizacijo in izvedbo strokovnih tečajev in predavanj, kar je pomenilo tudi pospešen razvoj živinoreje, mlekarstva, sadjarstva, vrtnarstva in čebelarstva. Glavni vir dohodkov je bil les. 
Sredi 15. stoletja se je v vasi začela razvijati obrt, ki pa je bolj do izraza prišla v 17. stoletju. 
Tako so v vasi delali: 
- mizarji, tesarji, žagarji,
- ceglarji (izdelovalci opeke),
- usnjarji (ledrarji, čevljarji),
- ključavničarji, kovači,
- platnarji, šivilje, krojači,
- sedlarji, sodarji,
- prevozniki,
- mlinarji,
- izdelovalci klobukov,...

Najbolj so bile znane trgovine: Pri Kramarju, Pri Jakeljnu, pri Štefanu, pri Klobovsu, Pri Žnidarju... 
Gostilne so bile: Pri Jakeljnu, Pri Frtičarju, Pri Kalanu, Pri Štefanu. 
Selca imajo slikovito okolico in so izhodišče planinskih izletov k Mohorju, k sv. Križu, v Dražgoše, k sv. Miklavžu, na Jamnik. 
Skozi Selca vodi cesta naprej proti Železnikom in naprej tudi proti Petrovemu Brdu in dalje proti Tolminu in še dalje proti Gorici in še še dalje proti Trstu. 
Znamenitost Selc so gavtre - železne mreže, ki nudijo zaščito oken.  

## Znani krajani
Janez Evangelist Krek (1865 - 1917) - organizator in začetnik zadružništva in krščanskih delavcev - socialistov. Veliko je naredil za gospodarski in kulturni napredek tako Selc kot tudi Selške doline.  
- Franc Kos (1853–1924) - zgodovinar
- Milko Kos (1892–1972) - zgodovinar
- Gojmir Anton Kos (1896–1970) - slikar
- Rudolf Andrejka (1880–1984) - pravnik in turistični delavec